# Ірмантас Зельмікас
Ірмантас Зельмікас (лит. Irmantas Zelmikas, нар. 3 січня 1980, Тельше) — литовський футболіст, захисник клубу «Круоя».
Насамперед відомий виступами за клуб ФБК «Каунас», а також національну збірну Литви.

## Клубна кар'єра
У дорослому футболі дебютував 1998 року виступами за команду клубу «Інкарас» (Каунас), в якій провів один сезон, взявши участь у 38 матчах чемпіонату. 
Згодом з 2000 по 2001 рік грав у складі команд клубів «Кареда» (Каунас), ФБК «Каунас» та «Інкарас» (Каунас).
Своєю грою за останню команду знову привернув увагу представників тренерського штабу клубу ФБК «Каунас», до складу якого повернувся 2002 року. Цього разу відіграв за клуб з Каунаса наступні два сезони своєї ігрової кар'єри.
Протягом 2004—2011 років захищав кольори клубів «Шилутє», МТЗ-РІПО, ФБК «Каунас», «Таврія» (Сімферополь), «Судува», «Хапоель» (Раанана) та «Банга» (Гаргждай).
До складу клубу «Круоя» приєднався 2012 року.

## Виступи за збірну
У 2003 році дебютував в офіційних матчах у складі національної збірної Литви. Провів у формі головної команди країни 13 матчів.

## Титули і досягнення
- Чемпіон Литви (4):

Каунас: 2000, 2002, 2003, 2006
- Володар Кубка Литви (3):

Каунас: 2002, 2005, 2008